# Ghemical
Ghemical é um software de química computacional escrito em C++ e disponível sob a Licença Pública Geral GNU. O programa possui uma interface gráfica baseada em GTK+2 e suporta modelos de mecânica quântica e molecular, com otimização de geometria, dinâmica molecular e um grande conjunto de ferramentas de visualização.
O programa admite código externo para fornecer os cálculos de mecânica quântica e utiliza, entre alguns métodos, os baseados nos cálculos do método de Hartree-Fock.
O sistema especialista químico é baseado no OpenBabel, que fornece funcionalidades básicas como tipagem atômica, geração de rotâmero e importação/exportação de formatos de arquivos químicos.